# Iglesia de San Juan Bautista (Manzanos)
La iglesia de San Juan Bautista es un edificio situado en el concejo español de Manzanos, en la provincia de Álava.

## Descripción
El edificio se encuentra en el concejo español de Manzanos, del municipio de Ribera Baja, perteneciente a la provincia de Álava, en la comunidad autónoma del País Vasco. Se menciona como iglesia parroquial del lugar en el undécimo volumen del Diccionario geográfico-estadístico-histórico de España y sus posesiones de Ultramar de Pascual Madoz, donde aparece descrita con las siguientes palabras: «igl. parr. (San Juan Bautista), servida por 2 beneficiados». En el tomo de la Geografía general del País Vasco-Navarro dedicado a Álava y escrito por Vicente Vera y López, se dice lo siguiente:

Su parroquia, dedicada á San Juan Bautista, es de categoría rural de primera clase, perteneciente al arciprestazgo de La Ribera; en ella se conservan varias reliquias, como son la cabeza de Santa Vitoria y una papelina de San Pío V. En el templo hay una capilla mandada edificar en 1581 por D. Tomás de Salazar y ampliada en 1736 por un descendiente de dicho señor, y en ella están los sepulcros de ambos.
(Vera y López, 1915-1921, pp. 487-488)